# Murugomero
Murugomero är ett vattendrag i Burundi.   Det ligger i provinsen Kirundo, i den norra delen av landet, 120 km nordost om huvudstaden Bujumbura.
Omgivningarna runt Murugomero är en mosaik av jordbruksmark och naturlig växtlighet. Runt Murugomero är det tätbefolkat, med 659 invånare per kvadratkilometer.